# Enztal Mühlhausen-Roßwag
Das Gebiet Enztal Mühlhausen-Roßwag ist ein 2007 eingerichtetes und mit Verordnung vom 5. Februar 2010 durch das Ministerium für Ernährung und Ländlichen Raum festgelegtes Europäisches Vogelschutzgebiet (Schutzgebietskennung DE-7019-441) im baden-württembergischen Landkreis Ludwigsburg und dem Enzkreis in Deutschland.

## Lage
Das rund 540 Hektar (ha) große Vogelschutzgebiet „Enztal Mühlhausen-Roßwag“ erstreckt sich entlang der namensgebenden Enz, von Mühlacker im Westen über Roßwag bis Vaihingen an der Enz im Osten. Es verteilt sich auf zwei Städte und eine Gemeinde in zwei Landkreisen:
- Enzkreis
  - Stadt Mühlacker  (289,10 ha = 53,56 %)
  - Gemeinde Illingen (4,36 ha = 0,80 %)
- Landkreis Ludwigsburg
  - Stadt  Vaihingen an der Enz (246,29 ha = 45,64 %)

## Beschreibung
Beschrieben wird das Schutzgebiet „Enztal Mühlhausen-Roßwag“ als ein „mäandrierender Fluss mit Auenwald, Wiesen, Altwassern, Prallhängen, Quellaustritten mit Kalktuffbildung, hohen Muschelkalkfelsen, feuchtem Laubwald, trockenem Kiefernwald auf höheren Standorten und Weinbergen mit zahlreichen Trockenmauern“.

### Bedeutung
Das Vogelschutzgebiet „Enztal Mühlhausen-Roßwag“ ist ein bedeutendes Brutgebiet für den Wachtelkönig, auch „Wiesenralle“ oder „Wiesenknarrer“ genannt, in Baden-Württemberg.

### Lebensraumklassen
|                                                                 |                                                                 |  |      |      |
| Nichtwaldgebiete mit hölzernen Pflanzen, Gestrüpp, usw.         | Nichtwaldgebiete mit hölzernen Pflanzen, Gestrüpp, usw.         |  | 13 % | 13 % |
| Mischwald                                                       | Mischwald                                                       |  | 36 % | 36 % |
| Binnengewässer                                                  | Binnengewässer                                                  |  | 4 %  | 4 %  |
| Trockengelegtes Grünland                                        | Trockengelegtes Grünland                                        |  | 23 % | 23 % |
| Anderes Ackerland                                               | Anderes Ackerland                                               |  | 23 % | 23 % |
| Sonstiges (Städte, Straßen, Deponien, Gruben, Industriegebiete) | Sonstiges (Städte, Straßen, Deponien, Gruben, Industriegebiete) |  | 1 %  | 1 %  |
|                                                                 |                                                                 |  |      |      |

## Schutzzweck
Die gebietsbezogenen Erhaltungsziele sind je nach Art unterschiedlich beschrieben:

### Brutvögel
Brutvogelarten, die im Anhang I der Vogelschutzrichtlinie aufgelistet und für die in ganz Europa besondere Maßnahmen anzuwenden sind. In diese Kategorie fallen in Baden-Württemberg insgesamt 39, im Schutzgebiet „Enztal Mühlhausen-Roßwag“ zwölf Arten.

#### Eisvogel(Alcedo atthis)

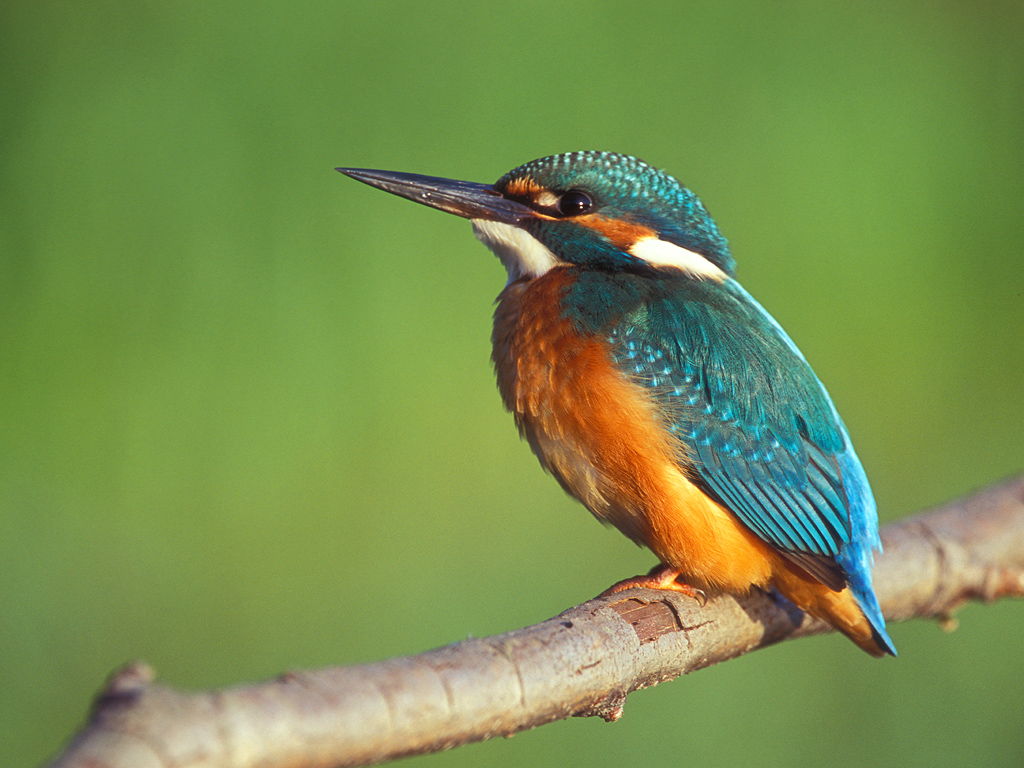
Eisvogel

Erhaltung der naturnahen Gewässer, von Steilwänden und Abbruchkanten aus grabbarem Substrat in Gewässernähe, von für die Brutröhrenanlage geeigneten Wurzeltellern umgestürzter Bäume in Gewässernähe, von Strukturen, die als Ansitz für die Jagd genutzt werden können wie starke Ufergehölze mit über das Gewässer hängenden Ästen, Erhaltung einer Wasserqualität, die gute Sichtbedingungen für den Beutefang gewährleistet, einer Gewässerdynamik, die die Neubildung von zur Nestanlage geeigneten Uferabbrüchen ermöglicht, Erhaltung von Sekundärlebensräumen wie aufgelassene Abbaustätten mit Gewässern und Steilufern, des Nahrungsangebots mit Kleinfischarten und Jungfischaufkommen sowie Erhaltung störungsfreier oder zumindest störungsarmer Fortpflanzungsstätten während der Fortpflanzungszeit vom 15. Februar bis zum 15. September.

#### Grauspecht(Picus canus)

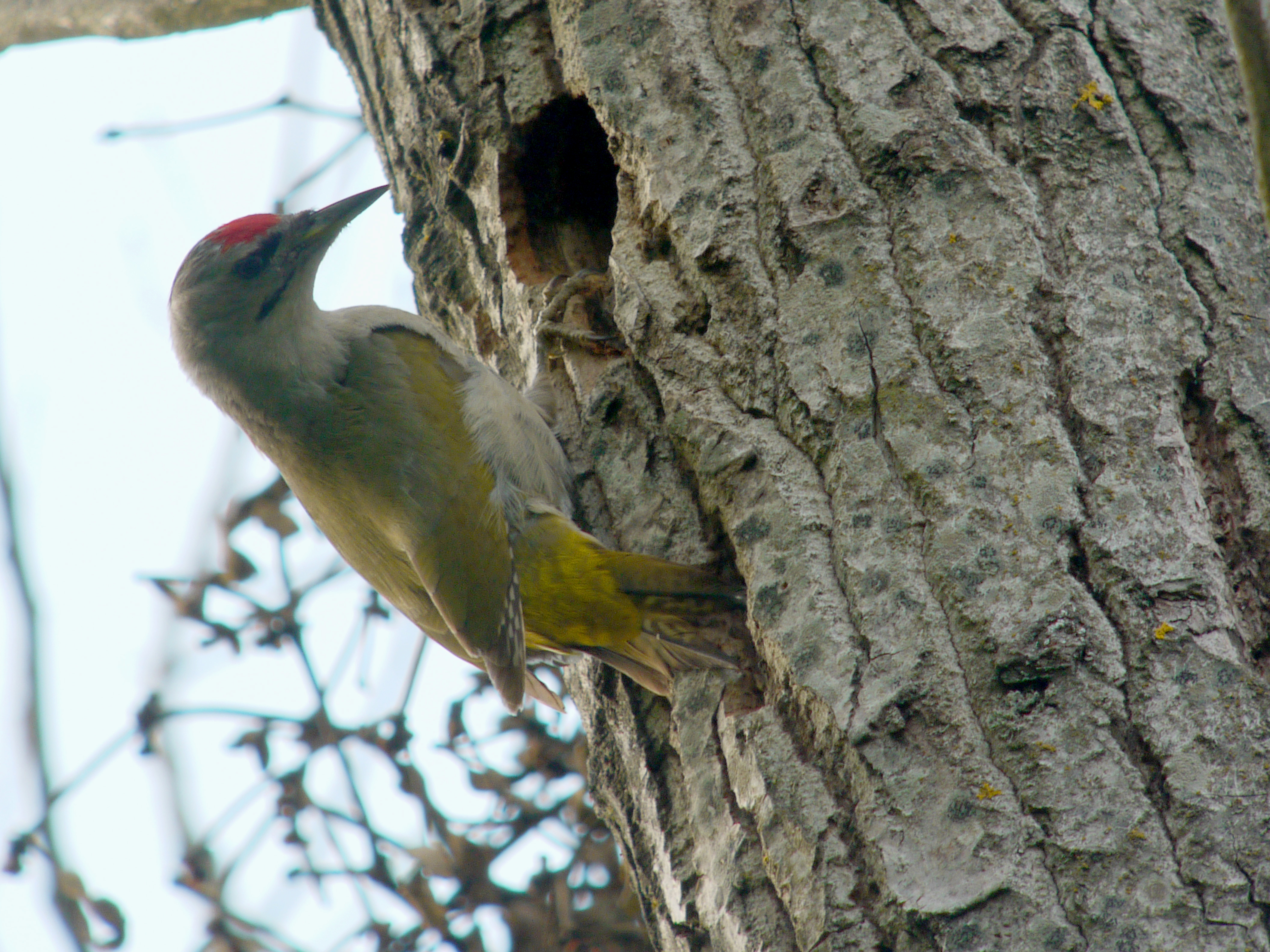
Grauspecht

Erhaltung von reich strukturierten lichten Laub- und Laubmischwäldern mit Offenflächen zur Nahrungsaufnahme, von Auenwäldern, von extensiv bewirtschafteten Streuobstwiesen, Erhaltung der Magerrasen, mageren Mähwiesen oder Viehweiden, Erhaltung von Randstreifen, Rainen, Böschungen und gesäumten gestuften Waldrändern, von Altbäumen und Altholzinseln, von Totholz, insbesondere von stehendem Totholz, Erhaltung der Bäume mit Großhöhlen sowie des Nahrungsangebots.

#### Halsbandschnäpper(Ficedula albicollis)
Erhaltung von extensiv bewirtschafteten Streuobstwiesen mit hohem Kernobstanteil, von lichten Laub- und Auenwäldern, von Altbäumen und Altholzinseln, von Bäumen mit Höhlen sowie die Erhaltung des Nahrungsangebots, insbesondere mit Insekten.

#### Mittelspecht(Dendrocopos medius)
Erhaltung von Laub- und Laubmischwäldern, insbesondere mit Eichenanteilen, von Auen- und Erlenwäldern, von extensiv bewirtschafteten Streuobstwiesen, von Altbäumen und Altholzinseln, von stehendem Totholz sowie Bäumen mit Höhlen.

#### Neuntöter(Lanius collurio)

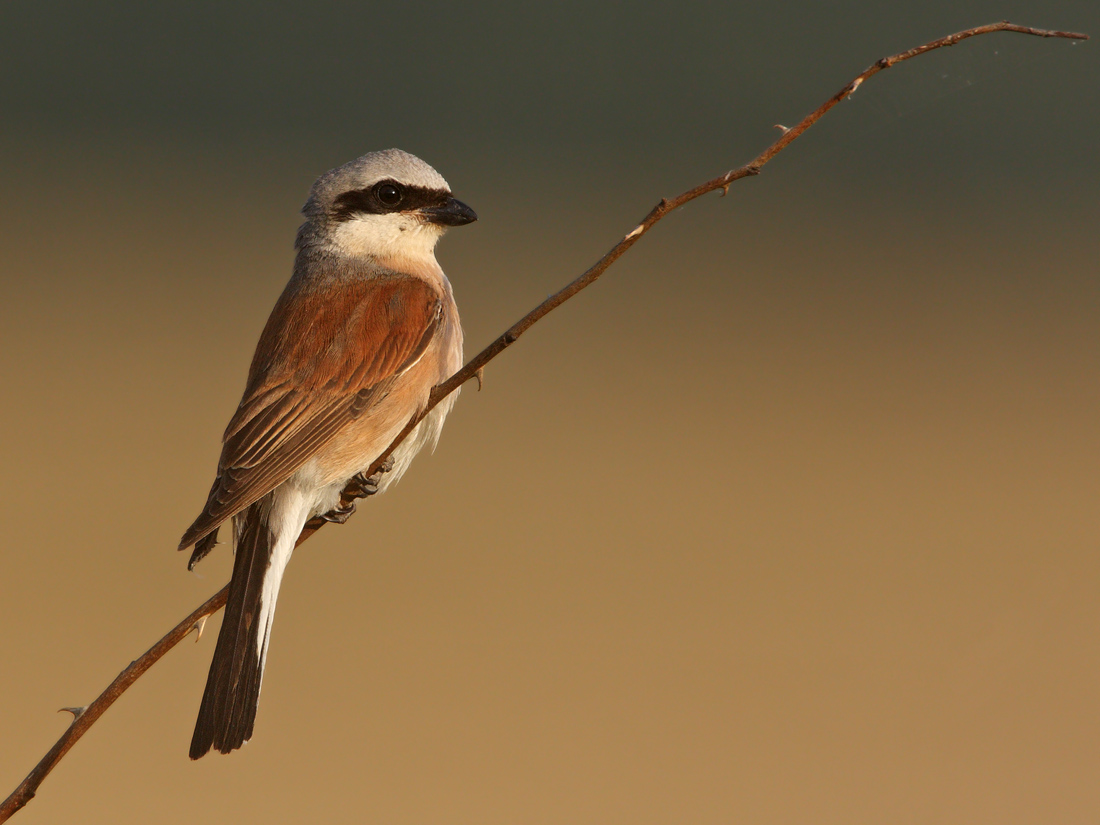
Neuntöter

Erhaltung von extensiv bewirtschafteten Streuobst-, Grünland- und Heidegebieten, von Nieder- und Mittelhecken aus standortheimischen Arten, insbesondere dorn- oder stachelbewehrte Gehölze, Erhaltung der Streuwiesen und offenen Moorränder, Erhaltung von Einzelbäumen und Büschen in der offenen Landschaft, von Feldrainen, Graswegen, Ruderal-, Staudenfluren und Brachen, Acker- und Wiesenrandstreifen, von Sekundärlebensräumen wie aufgelassene Abbaustätten mit vorgenannten Lebensstätten sowie Erhaltung des Nahrungsangebots, insbesondere mit größeren Insekten.

#### Rotmilan(Milvus milvus)

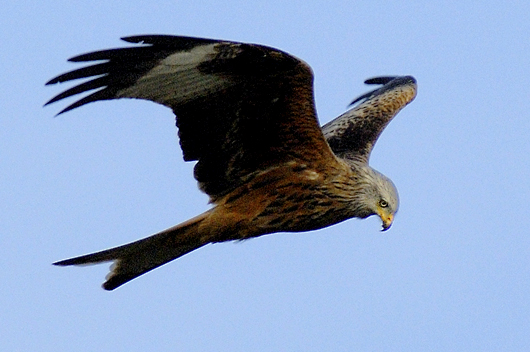
Rotmilan

Erhaltung von vielfältig strukturierten Kulturlandschaften mit lichten Waldbeständen, von Feldgehölzen, großen Einzelbäumen und Baumreihen in der offenen Landschaft, von Grünland, von Altholzinseln und alten, großkronigen Bäumen mit freier Anflugmöglichkeit, Erhaltung der Bäume mit Horsten, der Lebensräume ohne Gefahrenquellen wie nicht vogelsichere Freileitungen und Windkraftanlagen sowie die Erhaltung störungsfreier oder zumindest störungsarmer Fortpflanzungsstätten während der Fortpflanzungszeit vom 1. März bis zum 31. August.

#### Schwarzmilan(Milvus migrans)

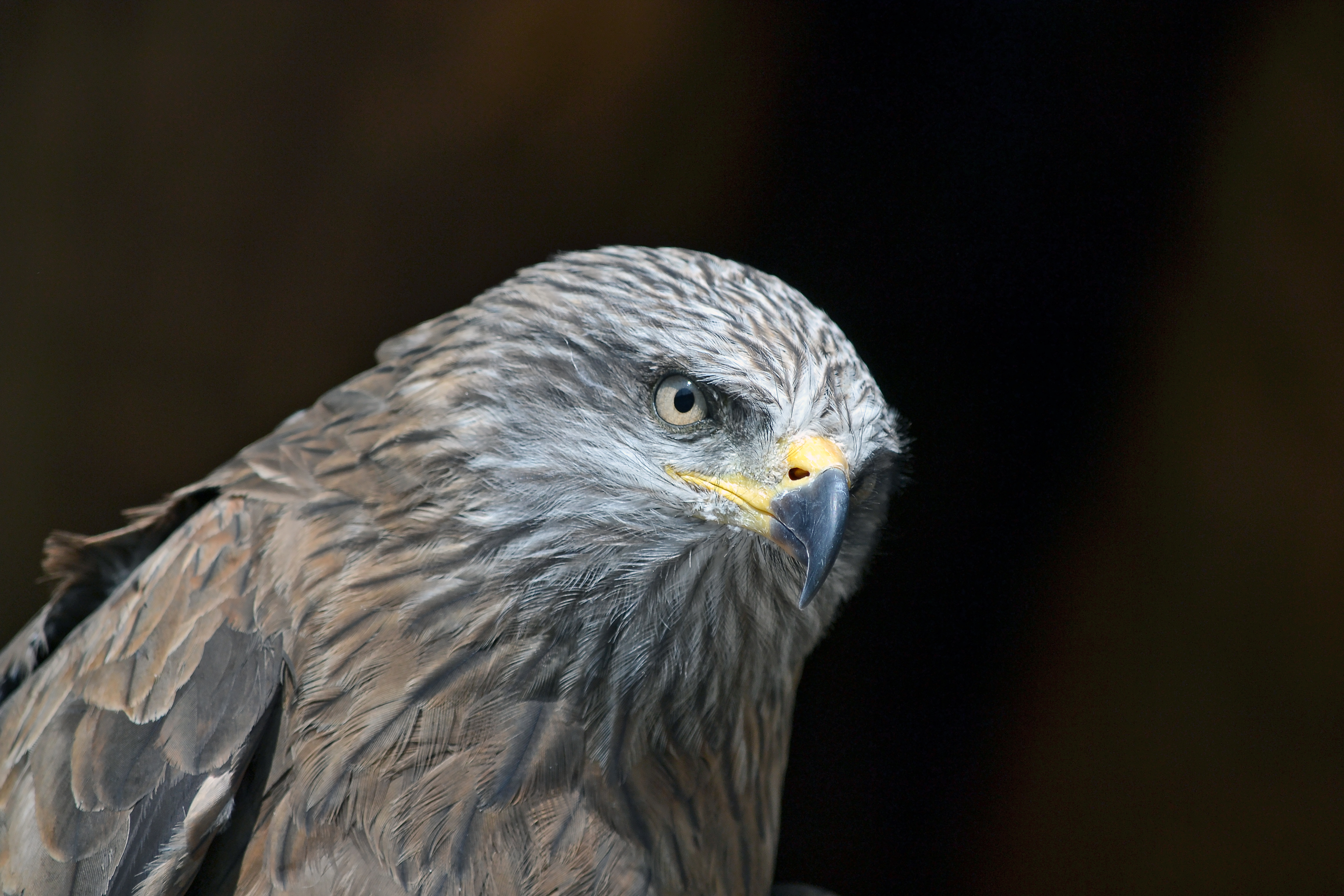
Schwarzmilan

Erhaltung von vielfältig strukturierten Kulturlandschaften, von lichten Waldbeständen, insbesondere Auenwäldern, von Feldgehölzen, großen Einzelbäumen und Baumreihen in der offenen Landschaft, Grünland, Altholzinseln und alten, großkronigen Bäumen mit freier Anflugmöglichkeit, insbesondere in Waldrandnähe, Erhaltung der naturnahen Fließ- und Stillgewässer, Erhaltung der Bäume mit Horsten, der Lebensräume ohne Gefahrenquellen wie nicht vogelsichere Freileitungen und Windkraftanlagen sowie Erhaltung störungsfreier oder zumindest störungsarmer Fortpflanzungsstätten während der Fortpflanzungszeit vom 1. März bis zum 15. August.

#### Schwarzspecht(Dryocopus martius)
Erhaltung von ausgedehnten Wäldern, Altbäumen und Altholzinseln, Totholz, Erhaltung der Bäume mit Großhöhlen sowie des Nahrungsangebots, insbesondere mit Ameisen.

#### Uhu(Bubo bubo)

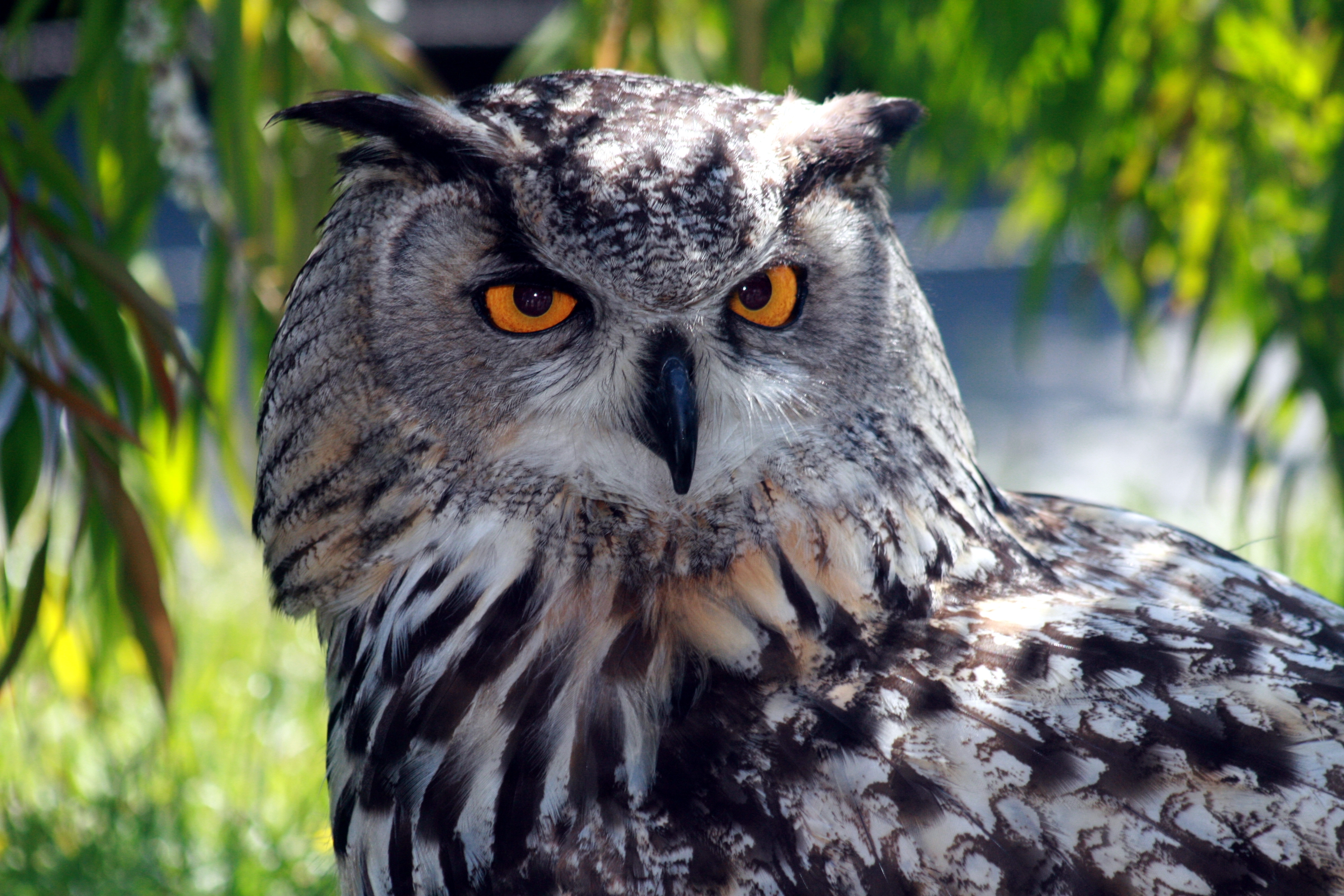
Uhu

Erhaltung der offenen Felswände und von Steinbrüchen jeweils mit Höhlen, Nischen und Felsbändern, Erhaltung von reich strukturierten Kulturlandschaften im Umfeld von vorgenannten Lebensstätten, von offenem Wiesengelände mit Heckenstreifen, Erhaltung der Lebensräume ohne Gefahrenquellen wie nicht vogelsichere Freileitungen und Windkraftanlagen sowie störungsfreier oder zumindest störungsarmer Fortpflanzungs- und Ruhestätten.

#### Wachtelkönig(Crex crex)

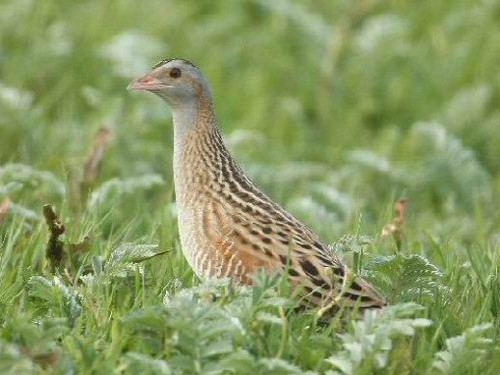
Wachtelkönig

Erhaltung von strukturreichem und extensiv genutztem Grünland, insbesondere mit Streuwiesen oder Nasswiesen, von Mauser- und Ausweichplätzen wie Gras-, Röhricht- und Staudensäume, Brachen, von einzelnen niedrigen Gebüschen und Feldhecken, von Bewirtschaftungsformen mit später Mahd ab dem 15. August, von frischen bis nassen Bodenverhältnissen, Erhaltung der Lebensräume ohne Gefahrenquellen wie Freileitungen, des Nahrungsangebots, insbesondere mit Insekten, Schnecken und Regenwürmern sowie Erhaltung störungsfreier oder zumindest störungsarmer Fortpflanzungsstätten während der Fortpflanzungszeit vom 15. April bis zum 15. August.

#### Wanderfalke(Falco peregrinus)
Erhaltung der offenen Felswände und von Steinbrüchen jeweils mit Höhlen, Nischen und Felsbändern, Erhaltung der Lebensräume ohne Gefahrenquellen wie nicht vogelsichere Freileitungen und ungesicherte Schornsteine sowie Erhaltung störungsfreier oder zumindest störungsarmer Fortpflanzungsstätten während der Fortpflanzung in der Zeit vom 15. Februar bis 30. Juli.

#### Wespenbussard(Pernis apivorus)

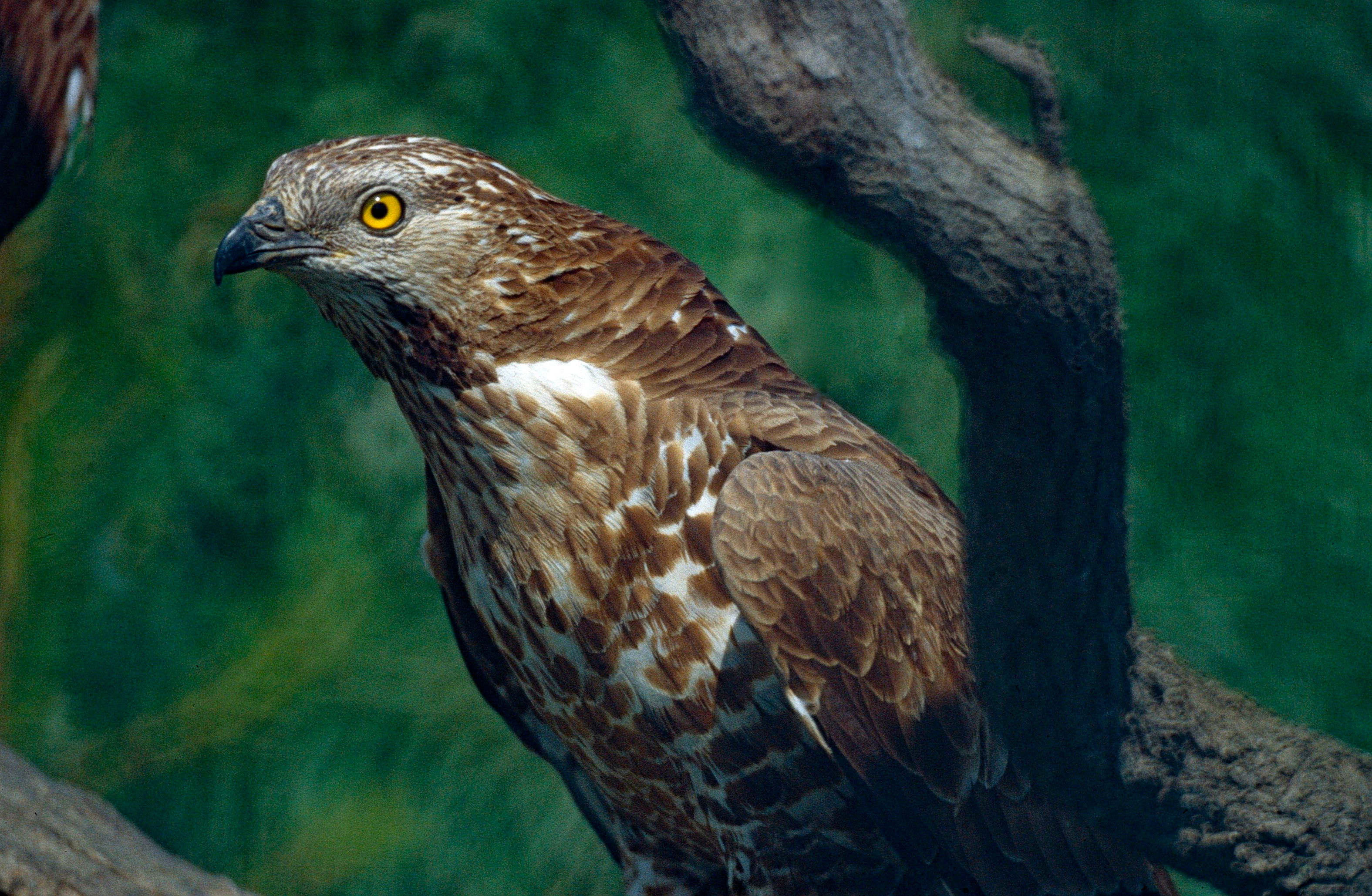
Wespenbussard

Erhaltung von vielfältig strukturierten Kulturlandschaften, lichten Laub- und Misch- sowie Kiefernwäldern, Feldgehölzen, extensiv genutztem Grünland, Altholzinseln und alten, großkronigen Bäumen mit freier Anflugmöglichkeit, Erhaltung der Magerrasen, Bäumen mit Horsten, Erhaltung des Nahrungsangebots, insbesondere mit Staaten bildenden Wespen und Hummeln sowie Erhaltung störungsfreier oder zumindest störungsarmer Fortpflanzungsstätten während der Fortpflanzungszeit vom 1. Mai bis zum 31. August.

### Zugvögel
Weitere, nicht in Anhang I aufgelistete Zugvogelarten, die im Land brüten und für die Schutzgebiete ausgewählt wurden. In diese Kategorie fallen in Baden-Württemberg insgesamt 36, im Schutzgebiet „Enztal Mühlhausen - Roßwag“ fünf Arten.

#### Baumfalke(Falco subbuteo)

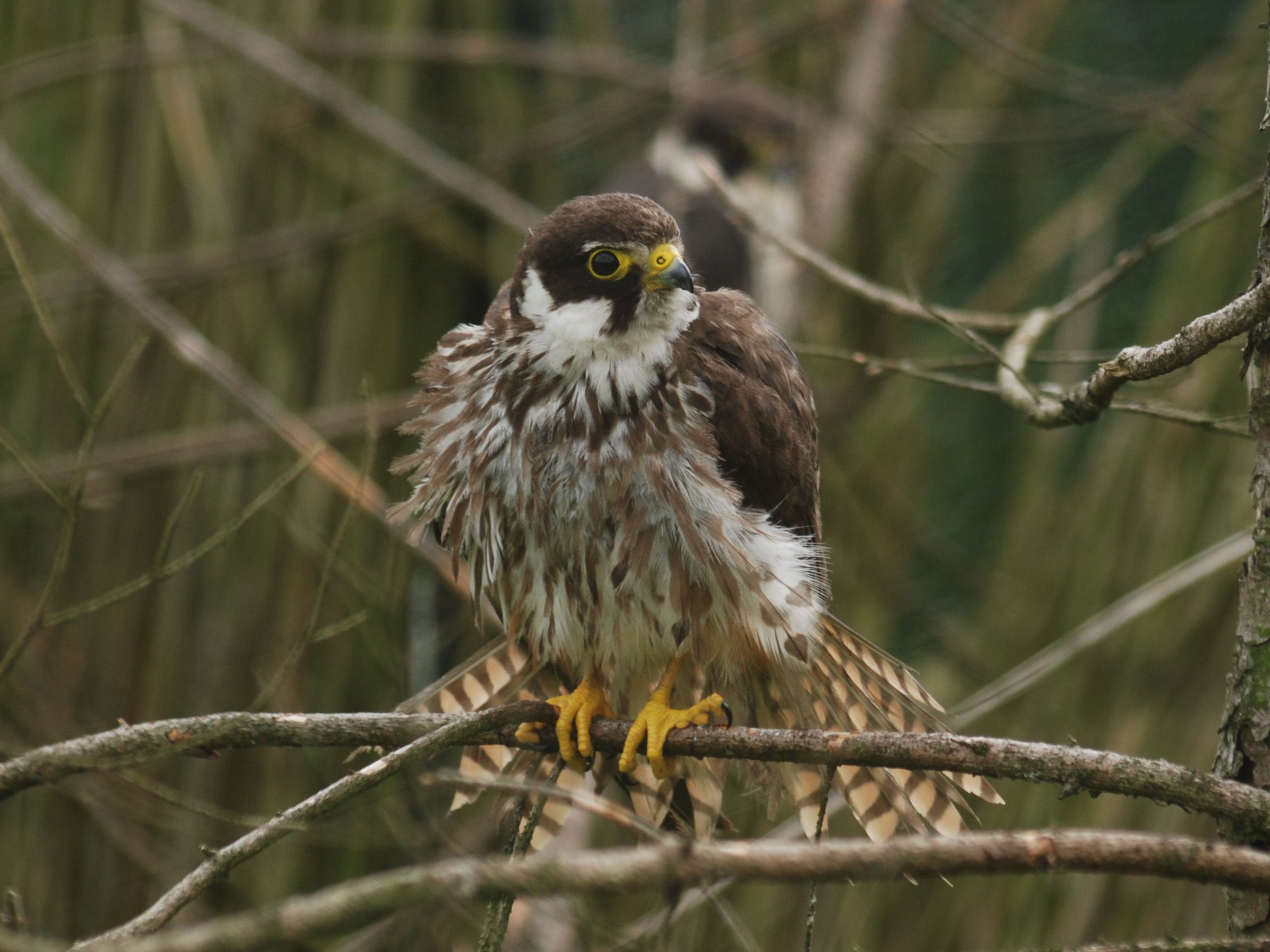
Baumfalke

Erhaltung von lichten Wäldern mit angrenzenden offenen Landschaften, von Altbäumen und Altholzinseln, von Überhältern, von Feldgehölzen oder Baumgruppen in Feldfluren oder entlang von Gewässern, von extensiv genutztem Grünland, von Gewässern mit strukturreichen Uferbereichen und Verlandungszonen, von Nistgelegenheiten wie Krähennester, des Nahrungsangebots, insbesondere mit Kleinvögeln und Großinsekten sowie störungsfreier oder zumindest störungsarmer Fortpflanzungsstätten während der Fortpflanzungszeit vom 15. April bis zum 15. September.

#### Hohltaube(Columba oenas)
Erhaltung von Laub- und Laubmischwäldern, von Altbäumen und Altholzinseln, von Bäumen mit Großhöhlen sowie Grünlandgebieten und extensiv genutzten Feldfluren mit Brachen, Ackerrandstreifen sowie wildkrautreichen Grassäumen.

#### Wendehals(Jynx torquilla)

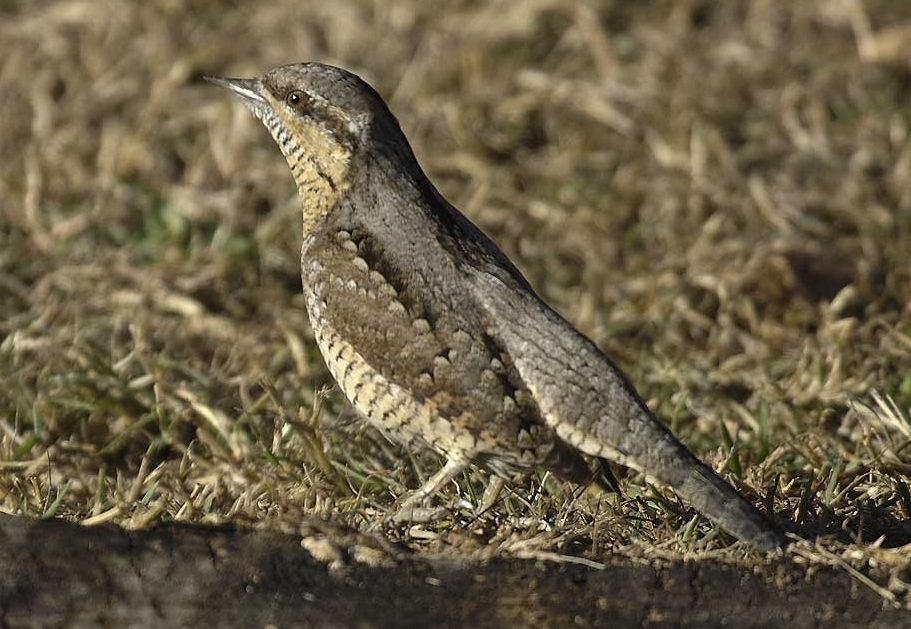
Wendehals

Erhaltung von aufgelockerten Laub-, Misch- und Kiefernwäldern auf trockenen Standorten sowie Auenwäldern mit Lichtungen oder am Rande von Offenland, Erhaltung von extensiv bewirtschafteten Streuobstbeständen, Magerrasen, Heiden und Steinriegel-Hecken-Gebieten, von mageren Mähwiesen oder Viehweiden sowie Feldgehölzen, Erhaltung von zeitlich differenzierten Nutzungen im Grünland, von Altbäumen und Altholzinseln, von Bäumen mit Höhlen, Erhaltung von Randstreifen, Rainen, Böschungen und gesäumten gestuften Waldrändern sowie Erhaltung des Nahrungsangebots, insbesondere mit Wiesenameisen.

#### Wiedehopf(Upupa epops)

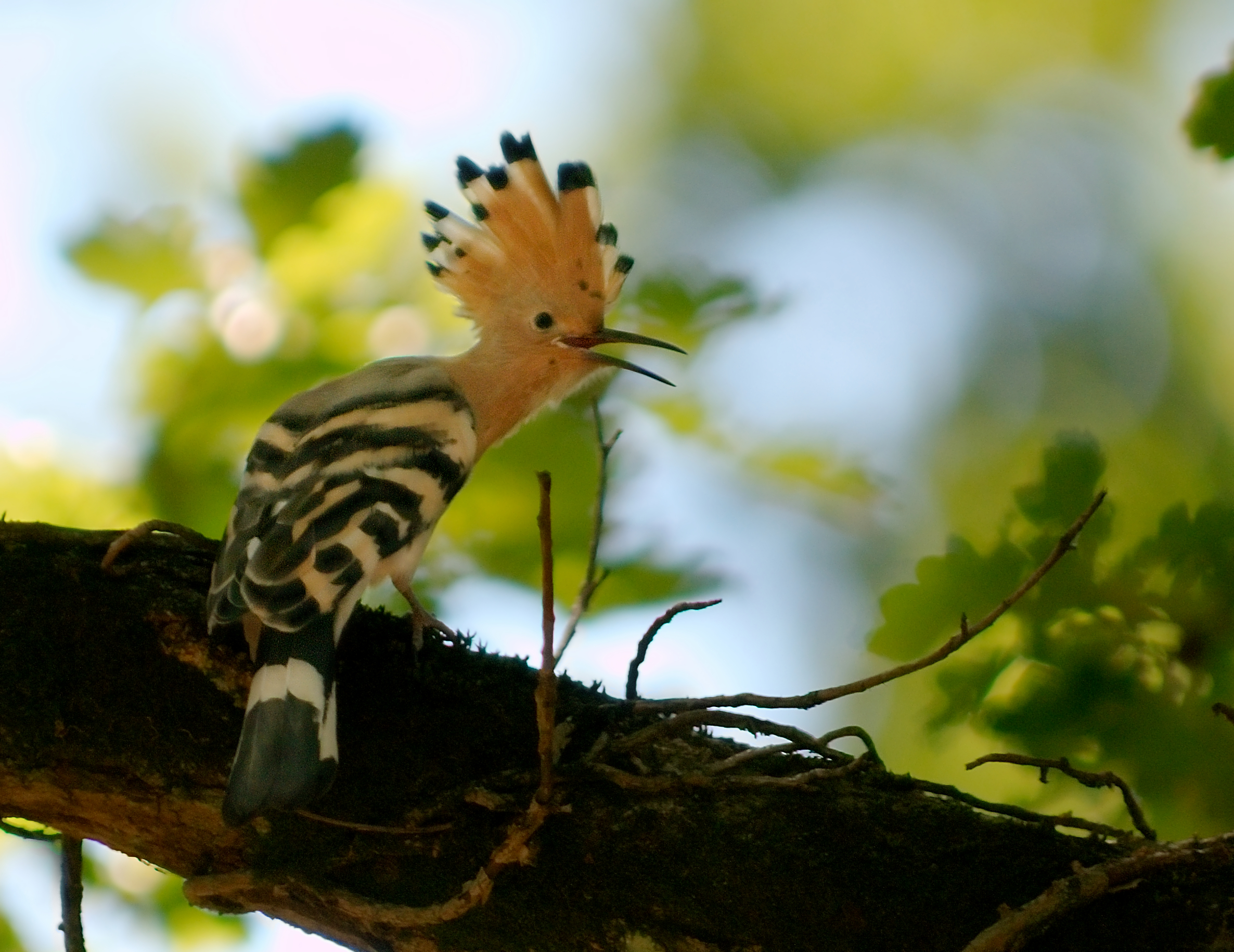
Wiedehopf

Erhaltung von extensiv bewirtschafteten Streuobstwiesen sowie Wiesen- und Weinbaulandschaften, von blütenreichen Böschungen und Ruderalfluren, extensiven Viehweiden, von zeitlich differenzierten Nutzungen im Grünland, von lichten Waldbeständen, von Feldgärten, Altbäumen und Altholzinselninsbesondere im Waldrandbereich, Erhaltung der Mager- und Trockenrasen, der Bäume mit Großhöhlen in bis zu zehn Meter Höhe sowie der Nisthilfen und weiterer Nistgelegenheiten wie Höhlungen in Mauern, Hütten und Holzstapeln, Erhaltung des Nahrungsangebots, insbesondere mit größeren Insekten wie Maulwurfs- und Feldgrillen sowie großen Käfern sowie Erhaltung störungsfreier oder zumindest störungsarmer Fortpflanzungsstätten während der Fortpflanzungszeit zwischen dem 1. April bis zum 31. August.

#### Zwergtaucher(Tachybaptus ruficollis)

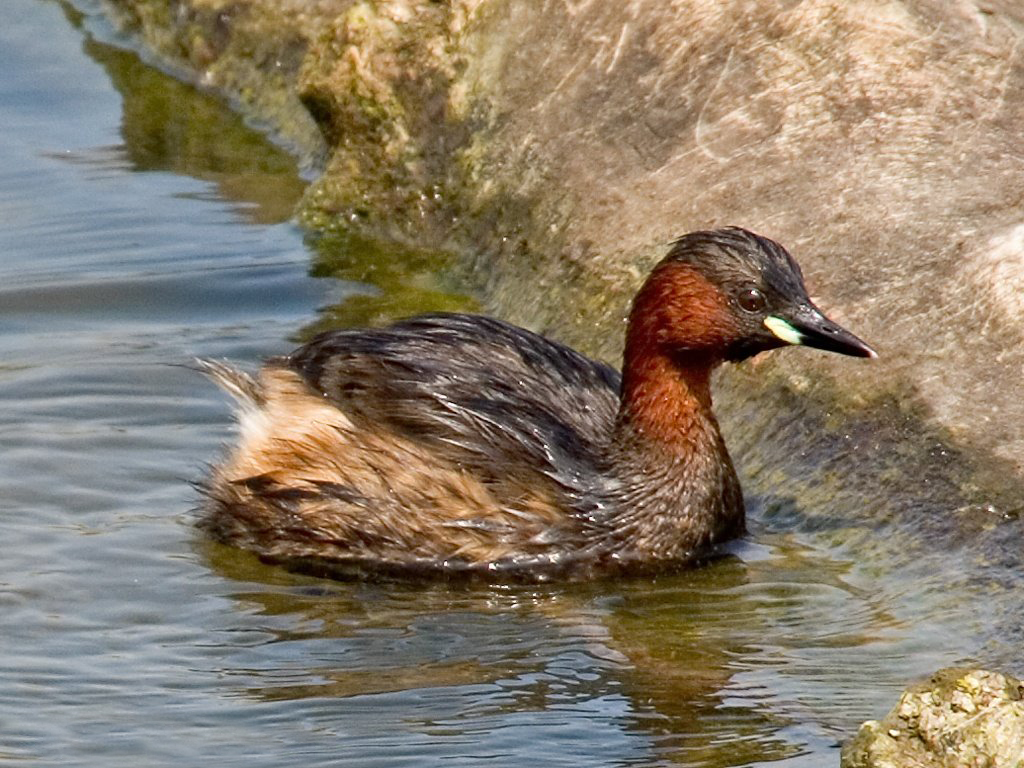
Zwergtaucher

Erhaltung der zumindest stellenweise deckungsreichen Stillgewässer, Feuchtwiesengräben, langsam fließenden Bäche und Wiesengräben, Verlandungszonen mit Röhrichten wie Schilf-, Rohrkolben-, Wasserschwaden- oder Rohrglanzgrasbestände, Erhaltung einer Wasserqualität, die gute Sichtbedingungen für den Beutefang gewährleistet, Erhaltung von Sekundärlebensräumen wie aufgelassene Torfstiche mit vorgenannten Lebensstätten sowie Erhaltung störungsfreier oder zumindest störungsarmer Fortpflanzungsstätten während der Fortpflanzungszeit (15. Februar bis 15. September).